# Hans Thewissen

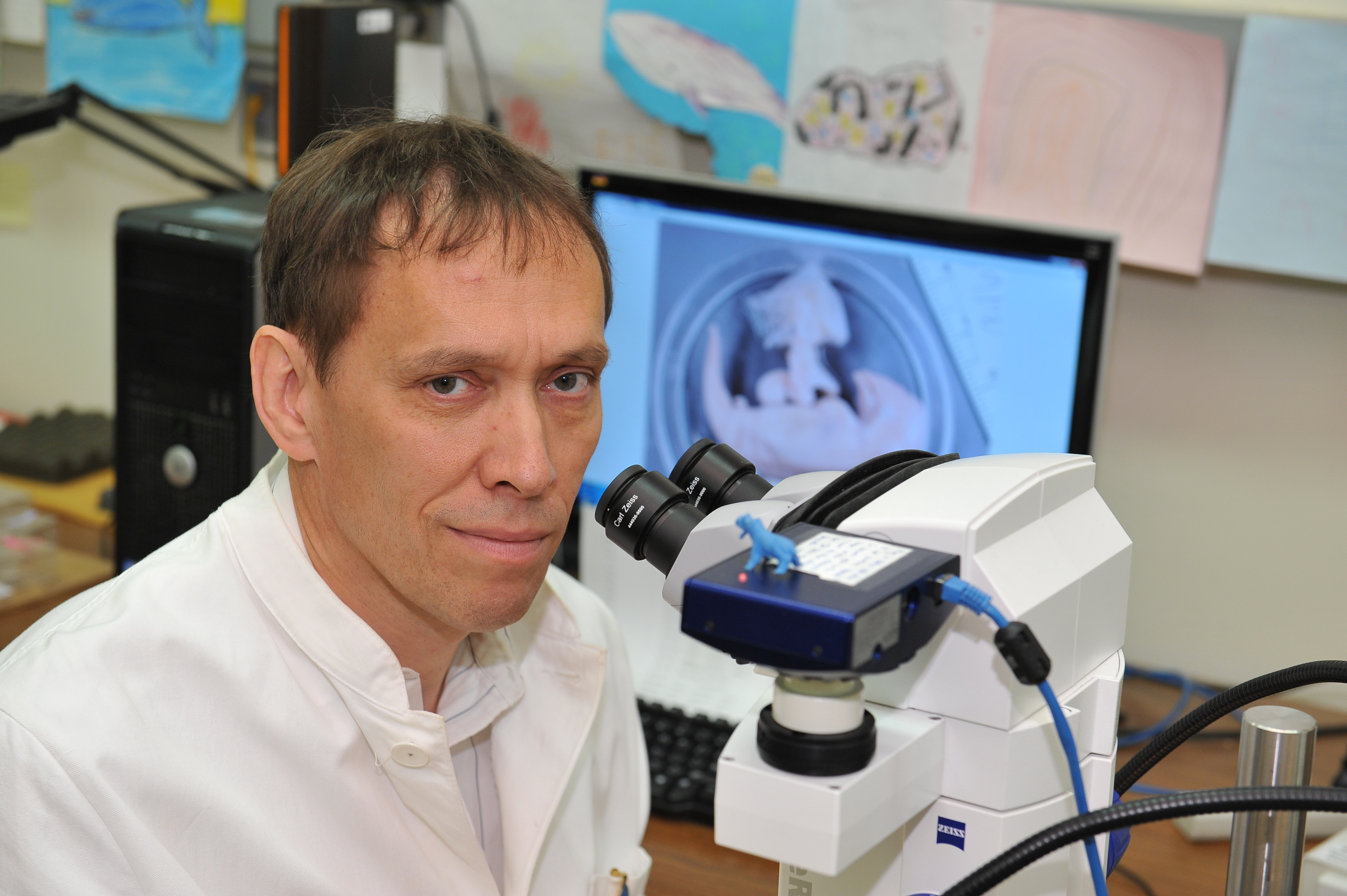
Hans Thewissen

J. G. M. „Hans“ Thewissen, vollständig Johannes Gerardus Marie Thewissen (* 28. November 1959 Herkenbosch, Niederlande) ist ein niederländisch-US-amerikanischer Wirbeltier-Paläontologe. Er befasst sich insbesondere mit der Evolution der Wale.
Thewissen studierte an der Universität Utrecht mit dem Vordiplom 1981 und dem Diplom 1984 und ist ein Schüler des Wal-Paläontologen Philip D. Gingerich, bei dem er 1989 an der University of Michigan promoviert wurde. Als Post-Doktorand war er am Duke University Medical Center. Er ist seit 1993 Assistant Professor, seit 1999 Associate Professor und seit 2006 Professor für Anatomie an der Northeast Ohio Medical University.
2001 war er Gastprofessor am Tokyo Institute of Technology. 1994 bis 2008 war er Research Associate des Cleveland Museum of Natural History.
1994 entdeckte er in Pakistan den primitiven Wal Ambulocetus.
Neben der Evolution der Wale befasst er sich mit der Evolution der Seekühe, Primaten und Fledermäuse und Mustern von Knochenbildung im Schädel des Menschen. Bei den Walen befasst er sich mit Anpassungen von Gehör und Organen an das Leben im Wasser im Lauf der Evolution. Sein Labor untersucht morphologische Anpassungen in der Säugerevolution mit interdisziplinärem Zugang (Paläontologie, Anatomie, Embryologie, Biologie der Sinnesorgane u. a.).
Er gräbt viel im Eozän von Indien und Pakistan aus.

## Schriften
- mit W. P. Perrin, W. B. Würsig (Herausgeber): Encyclopedia of Marine Mammals. Academic Press, Elsevier, 2002, 2. Auflage 2009
- mit S. Nummela (Herausgeber):  Sensory Evolution on the Threshold, Adaptation and Evolution in Secondarily Aquatic Tetrapods. University of California Press, 2008
- Herausgeber: The Emergence of Whales, Evolutionary Patterns in the Origin of Cetacea. Plenum Press, 1998
- mit S. I. Madar, T. Hussain:  Ambulocetus natans, an Eocene cetacean (Mammalia) from Pakistan. Courier Forschungs-Institut Senckenberg, 190, 1996, S. 1–86.
- Evolution of Paleocene and Eocene Phenacodontidae (Mammalia, Condylarthra). Papers on Paleontology, University of Michigan, 29, 1990, 1–107.